# 밭

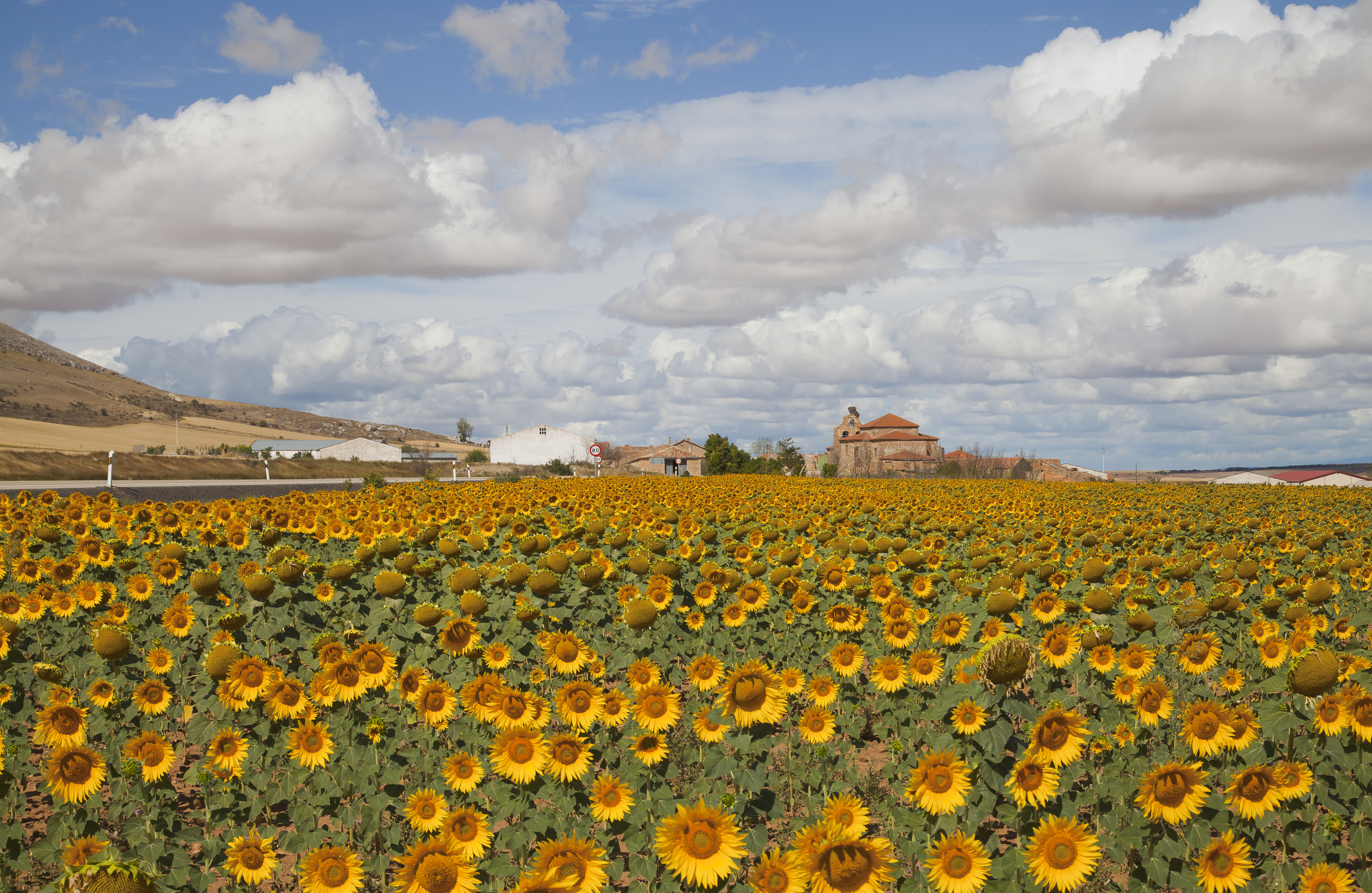
스페인 카르데혼에 있는 해바라기 밭 (2012)

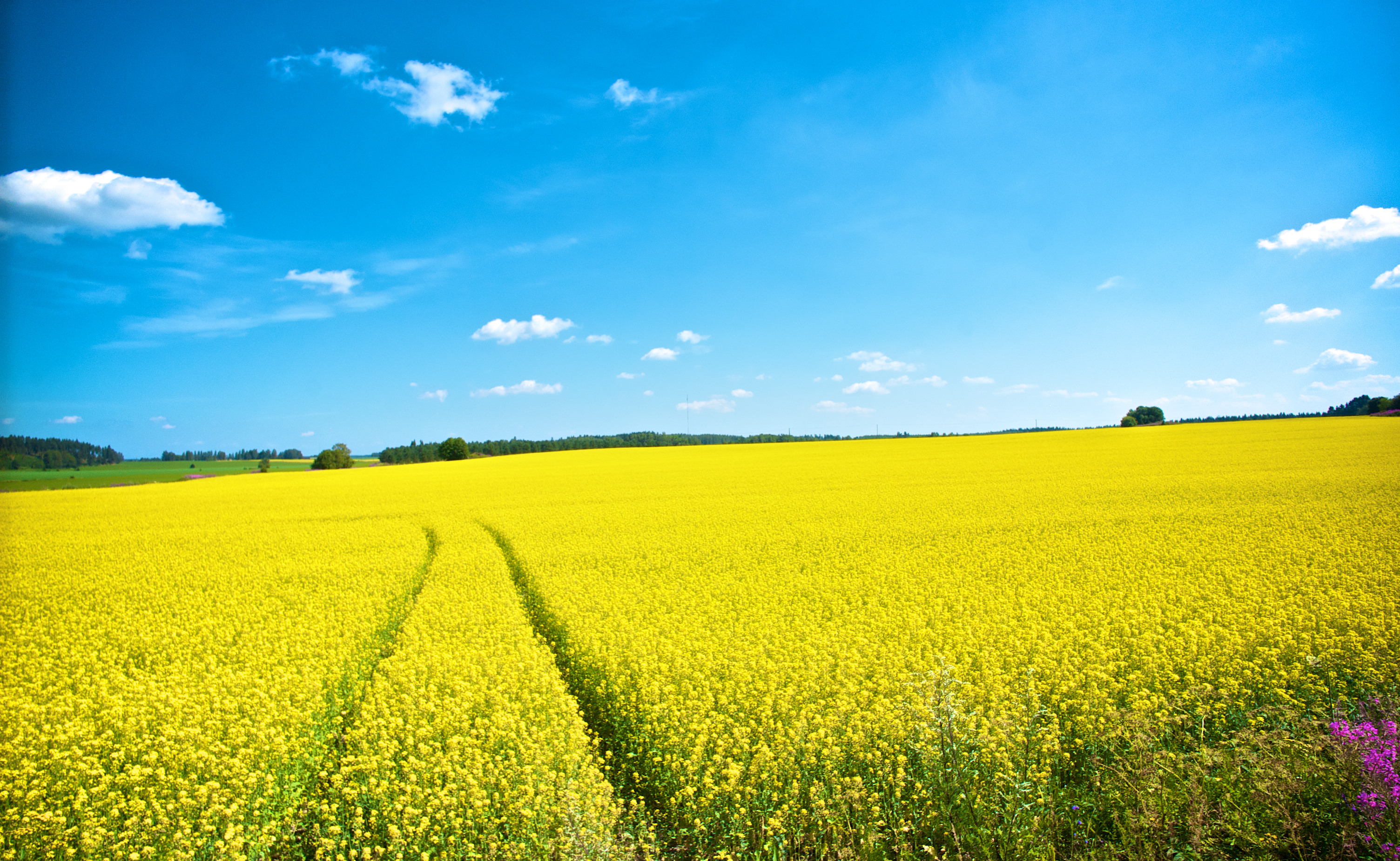
2010년 핀란드 케르쾰레에 있는 유채밭

밭(field)은 논처럼 물을 채우지 않고 필요한 때에만 물을 대어서 작물을 심어 농사를 짓는 농경지를 일컫는 말이다. 한자로는 전(田)이라고 한다.
밭에서 기르는 작물에 대해서는 재배환경이나 입지조건, 경제적 수준의 차이에 따라 여러 가지 양상이 나타난다.
밭에서는 쌀을 제외한 곡물류, 과수류, 채소류, 화훼류 등을 재배한다.

## 밭 농사
아시아의 농업에서 탁월한 것은 벼농사이나 세계적으로 볼 때 밭농사의 비중도 결코 낮지 않으며, 플랜테이션 작물 외에 밀·보리·면화·담배 등의 생산에 있어서도 중요한 지주적 위치를 차지하고 있다.또, 조·피·콩 등의 생산액도 많으며 양잠·채종·깨 등은 독자적 생산을 하고 있다. 
아시아가 쌀 생산뿐 아니라 밭곡식 생산액도 많은 것은 농업인구가 매우 많을 뿐만 아니라 주민이 식생활의 대부분을 곡물에 의존하고 있기 때문이기도 하다. 밭농사 지역은 주로 중국의 화베이·만저우, 인도 서부 및 서남아시아에 분포한다. 중국의 밭작물은 밀·보리·조·고량·콩·면화이며, 인도에서는 펀자브 지방에서 데칸반도의 서부에 걸친 지역에 겨울의 낮은 기온을 이용하여 밀을 재배하고, 데칸반도 서부에서 인더스강 유역에 걸쳐 면화가 재배된다. 그 밖에 인도 밭농사 지대에서는 농민의 주식으로 수수 종류가 재배되고, 채종·깨는 자급 채유용 작물로서, 낙화생·피마자는 상품작물로서 널리 재배된다. 
서남아시아에서는 일반적으로 밀·보리가 재배되는 외에 티그리스·유프라테스강 유역에서는 쌀이, 지중해 연안 지방에서는 과일·담배의 생산량이 많다. 또 사막내의 오아시스에서도 관개농업을 하고 있다.

## 속담
한국 속담에 '내 논에 물대기'다. 이를 한자로 하면 나 아(我), 논 답(畓), 당길 인(引), 물 수(水)가 되는데 합치면 '我畓引水'가 되어야 한다. 그런데 我田引水(아전인수)라 한다. 이는 일본에서 만들어진 사자성어이기 때문이다. 일본에서는 한국과 달리 田을 '논'을 뜻하는 한자로 사용하기 때문이다.

## 같이 보기
- 에이커
- 침수 초원·사바나
- 초원
- 헥타르
- 초지
- 논
- 목초지
- 평야
- 고원
- 프레리
- 사바나
- 스텝 (지리)
- 포도원